# Mevalonsav
A mevalonsav egy nagy biokémiai jelentőséggel bíró szerves molekula. Fiziológiai körülmények között az anion formája fordul elő, a mevalonát.

## Kémiai tulajdonságok
A mevalonsav a hidroxikarbonsavak közé tartozik. Jól oldódik poláris oldószerekben. Oldott állapotban egyensúlyt tart a lakton formájával (ún. mevalolakton, vagy DL-mevalolakton), amely az 1-es szénatom karboxil- és az 5-ös szénatom hidroxilcsoportjának belső kondenzációjával jön létre.

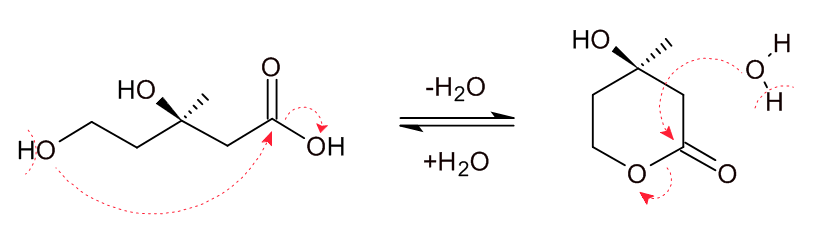
A mevalonsav mevanolaktonáttá alakulása

## Lásd még
- Mevalonát útvonal

|  |  |